# Kevin Gamble
 (décembre 2023).
Si vous disposez d'ouvrages ou d'articles de référence ou si vous connaissez des sites web de qualité traitant du thème abordé ici, merci de compléter l'article en donnant les références utiles à sa vérifiabilité et en les liant à la section « Notes et références ».
Pour les articles homonymes, voir Gamble.
Kevin Douglas Gamble, né le 13 novembre 1965 à Springfield dans l'Illinois, est un ancien joueur américain de basket-ball ayant notamment évolué en NBA aux postes d'ailier et d'arrière.
Après avoir passé sa carrière universitaire dans l'équipe des Hawkeyes de l'Iowa, il a été drafté en 63e position par les Trail Blazers de Portland lors de la draft 1987 de la NBA.
De 2012 à 2018, il est assistant coach des Chippewas de Central Michigan.